# Julian May
Julian Clare May (geboren am 10. Juli 1931 in Chicago, Illinois; gestorben am 17. Oktober 2017) war eine amerikanische Schriftstellerin. Sie benutzte im Laufe ihrer Karriere eine Reihe von Pseudonymen, am bekanntesten dürfte Ian Thorne sein.
Sie war Autorin von mehr als 290 Kinderbüchern sowie von Science Fiction und Fantasy. Sie war mehrfach Co-Autorin von Marion Zimmer Bradley.

## Zitate
- “Science fiction will never run out of things to wonder about until the human race ceases to use its brain.”
- “So I’ve had my ‘revenge’ on academics. They can root around and find all the things I hid for their edification and amusement.”

## Auszeichnungen
- 1982 Locus Award in der Kategorie Bester Science-Fiction-Roman für The Many-Colored Land (dt.: Das vielfarbene Land)
- 2015 First Fandom Hall of Fame Award

## Werke (Auswahl)
Pliozän
- Das vielfarbene Land. OT: Many-Colored Land, Heyne, München 1986, ISBN 3-453-31250-3.
- Der goldene Ring. OT: Golden Torc, Heyne, München 1986, ISBN 3-453-31251-1.
- Kein König von Geburt. OT: Nonborn King, Heyne, München 1987, ISBN 3-453-31255-4.
- Der Widersacher. OT: Adversary, Heyne, München 1987, ISBN 3-453-31284-8.

Galactic Milieu
- Intervention: A Root Tale to the Galactic Milieu and a Vinculum between it and The Saga of Pliocene Exile. Houghton Mifflin, Boston 1987, ISBN 0-395-43782-2.
- Jack the Bodiless. Knopf, New York 1991, ISBN 0-679-40950-5.
- Diamond Mask. Knopf, New York 1994, ISBN 0-679-43310-4.
- Magnificat. Knopf, New York 1996, ISBN 0-679-44177-8.

Ruwenda
- Die Zauberin von Ruwenda. Heyne, München 1994, ISBN 3-453-09221-X (mit Marion Zimmer Bradley und Andre Norton)
- Der Fluch der Schwarzen Lilie. Heyne, München 1997, ISBN 3-453-11704-2.
- Hüter der Träume ISBN 3-453-12510-X
- Das Amulett von Ruwenda. Heyne, München 1998, ISBN 3-453-13138-X (mit Marion Zimmer Bradley)

Die Rampart-Welten
- Der Sporn des Perseus. OT: Perseus Spur, Bastei Lübbe, Bergisch Gladbach 2001, ISBN 3-404-24294-7.
- Die Schulter des Orion. OT: Orion Arm, Bastei Lübbe, Bergisch Gladbach 2002, ISBN 3-404-24305-6.
- Die Nebel des Sagittarius. OT: Sagittarius Whorl, Bastei Lübbe, Bergisch Gladbach 2003, ISBN 3-404-24314-5.

Boreal Moon
- Schwertmond, 2009, ISBN 3-404-20606-1, Conqueror’s Moon, 2003
- Dunkelmond, 2009, ISBN 3-404-20606-1, Ironcrown Moon, 2004
- Schattenmond, 2009, ISBN 3-404-20606-1, Sorcerer’s Moon, 2006

## Verfilmungen
Die 1951 erschienene Kurzgeschichte Dune Roller war die Grundlage für zwei Verfilmungen:
- Dune Roller (1952), eine Episode der Fernsehserie Tales of Tomorrow[2]
- The Cremators (1974; auch: Dune Rollers). Das Drehbuch schrieb May unter dem Pseudonym Judy Ditky[3]